# Albrecht von Arnim
Graf Albrecht von Arnim (* 17. Januar 1841 in Merseburg; † 3. Dezember 1903 in Berlin) war ein preußischer Gutsbesitzer und Politiker.

## Herkunft und familiäres Umfeld
Georg Karl Albrecht Graf von Arnim entstammte der Linie Arnim-Boitzenburg seines weitverbreiteten, in zahlreichen Zweigen geteilten, alten uckermärkischen, ursprünglich altmärkischen Adelsgeschlechts. Der gräfliche Zweig Boitzenburg hatte nicht nur das Präsentationsrecht zum Preußischen Herrenhaus, sondern besaß mit der Boitzenburger Linie auch seit dem 12. Oktober 1854 einen erblichen Sitz im Preußischen Herrenhaus. Albrecht Graf von Arnim gehörte allerdings nicht dem Hauptzweig der Boitzenburger Grafenlinie an. Daher stand nicht ihm, sondern einem Vetter der nach dem Recht der Erstgeburt (Primogenitur) verliehene erbliche Herrenhaussitz zu, aber er war dennoch ein wohlhabender Gutsbesitzer.

## Lebensweg und Laufbahn
Obwohl er als ältester Sohn Gutserbe war, beschränkte er sein Leben nicht auf die Bewirtschaftung seines ererbten landwirtschaftlichen Besitzes, sondern trat, wie es damals üblich für junge Adlige war, in die preußische Armee als Offiziersbewerber ein, in der er es bis zum Range eines Majors brachte. Aus dem Militärdienst ausgeschieden, widmete er sich neben der Verwaltung seine Grundbesitzes, des Gutes Mellenau, Agrarfragen und standespolitischen Aufgaben. Deshalb wurde 1901 er von seinen Standesgenossen, dem Brandenburger Grafenverband (siehe Liste der Mitglieder des Preußischen Herrenhauses), als deren Delegierter in das Preußische Herrenhaus entsandt, dem er dann bis zu seinem Tode angehörte. Neben seinem landwirtschaftlichen und politischen Wirken betätigte er sich auch als Rechtsritter des evangelischen Johanniterordens mit den diesem Orden zugeordneten religiös-karitativen Aufgaben.
Albrecht Graf von Arnim war seit dem 30. März 1876 mit Anna Gräfin von der Schulenburg (1858–1911) verheiratet. Der Ehe entsprossen drei Töchter. Elisabeth ehelichte Friedrich Ludwig Burggraf und Graf zu Dohna-Lauck, Sabine den Vetter Vollrath von Arnim (Scheidung 1934) und Tochter Ilse heiratete Joachim von Bethmann-Hollweg, Grundbesitzer auf Burg Rheineck.